# European Pride Organizers Association
European Pride Organizers Association, förkortat EPOA, är en europeisk paraplyorganisation för prideorganisationer i Europa grundad 1991.

## Verksamhet
EPOA grundades i London, Storbritannien, 1991 och har sitt säte i Bryssel, Belgien. Organisationen leds av en styrelse som väljs på de årliga mötena av organisationens medlemsorganisationer. EPOA har även ett nära samarbete med Interpride för att stärka HBTQ-rättigheter globalt.
Organisationen arbetar för HBTQ-rättigheter i Europa och dess närområde samt stöttar lokala och nationella prideorganisationer och pridefestivaler. Det är även EPOA som äger rättigheterna till EuroPride, och som licenserar ut dem till en eller flera nya medlemsorganisationer varje år som genomför EuroPride-firandet.

## Medlemsorganisationer
I augusti 2021 hade EPOA 90 medlemsorganisationer. Bland dessa kan till exempel nämnas Aten Pride, Grekland, Bergen Pride, Norge, Copenhagen Pride, Danmark, och Helsingfors Pride, Finland, Paris Pride, Frankrike samt Pride in London, Storbritannien och Stockholm Pride, Sverige.

### Fotnoter
1. 1 2 3 4  ”European Pride Organizers Association” (på engelska). rainbowhouse.be. Rainbowhouse Brussels. 2022. Arkiverad från originalet den 20 april 2022. https://web.archive.org/web/20220420020952/http://rainbowhouse.be/en/association/european-pride-organizers-association-3/. Läst 31 mars 2022.
2. 1 2  ”European Pride Organizers Association”. Global Cicil Society Database. Union of International Associations (UIA). 2020. Arkiverad från originalet den 31 mars 2022. https://web.archive.org/web/20220331191457/https://uia.org/s/or/en/1100044289. Läst 31 mars 2022.
3. 1 2   Annual Report 2020-2021. European Pride Organizers Association. 2021. sid. 8. Arkiverad från originalet den 12 september 2021. https://web.archive.org/web/20210912101503/https://www.epoa.eu/wp-content/uploads/2021/09/AnnualReport2021.pdf. Läst 31 mars 2022